# 莱奥妮·佩里奥
莱奥妮·佩里奥（法語：Léonie Périault，1994年7月31日—），法国女子铁人三项运动员，2018年世界混合接力铁人三项锦标赛金牌得主、2020年世界混合接力铁人三项锦标赛金牌得主、2020年夏季奥林匹克运动会混合接力铜牌得主。